# Флюгельгорн

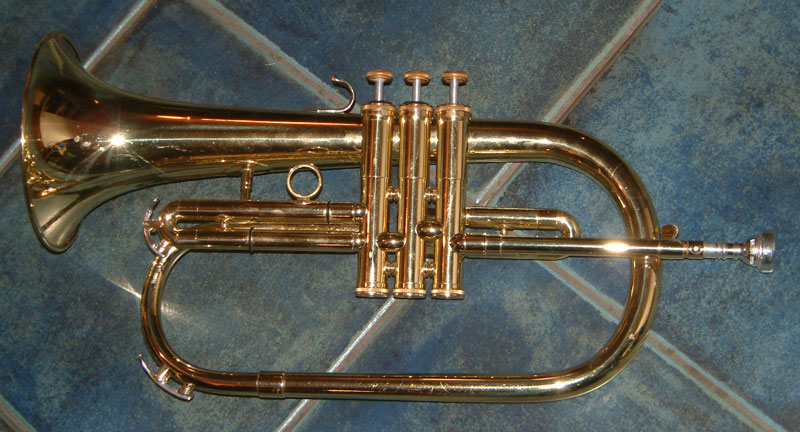
Флюгельгорн

Флюгельго́рн (нім. Flügelhorn, від Flügel — «крило» і Horn — «ріг», «ріжок», англ. Flugelhorn) — мідний духовий музичний інструмент. Зовні дуже нагадує трубу або корнет-а-пістон, але відрізняється від них ширшою мензурою і конічним каналом рури, що починається відразу від мундштукової частини трубки. Найвищий представник (поряд з флюгельгорнами пікколо і пікколіно) сімейства саксгорнів, але, на відміну від класичних альтгорна, теноргорна і барітонеуфоніума, а тим більше низьких видів саксгорнів басової і контрабасової туб, має не овальну і тубообразну форму, а форму схожу з корнетом і трубою. Має 3 або 4 вентилі. Використовується в джазових ансамблях, інколи у симфонічному оркестрі, рідше — у духових оркестрах. На флюгельгорні часто грають сурмачі, виконуючи на цьому інструменті ніжні уривки.
У духових оркестрах — це верхній голос і його грають дві партії (2-4 виконавці залежно від складу). У духовому оркестрі іноді використовують малі флюгельгорни у ладі Мі бемоль і Сі бемоль, у високому для гри (найвищому) регістрі - третя октава.

## Історія та етимологія
Німецьке слово Flügel перекладається як "крило" або "фланг". Історично інструмент використовувався на полі бою для передачі сигналів на фланги армії.
З'явився в Австрії близько 1825 року як удосконалення сигнального (поштового) ріжка, для використання в армії для подачі бойових сигналів.
Можливо, назву інструменту слід розглядати як спотворене Bugelhorn.

## Цікаві факти
- У дитинстві на флюгельгорні грав Клінт Іствуд[2].
- У 1962 році У Чехословаччині був створений фільм-драма режисера Отакара Ваври «Романс для флюгельгорна», знятий на основі однойменної ліричної поеми 1962 року, чеського письменника, поета та кіносценариста Франтішка Грубіна. Фільм показали на 5-му Московському міжнародному кінофестивалі, де він отримав спеціальний срібний приз.